# Meizodon krameri
Meizodon krameri — вид змій родини полозових (Colubridae). Ендемік Кенії. Вид названий на честь швейцарського герпетолога Ойгена Крамера.

## Поширення і екологія
Meizodon krameri мешкають в дельті річки Тана на сході Кенії. Вони живуть в заболочених місцевостях, ведуть денний, наземний спосіб життя. Відкладають яйця.